# Винтерфельд, Карл Георг Август фон
Карл Гео́рг А́вгуст фон Ви́нтерфѐльд (28 января 1784, Берлин — 19 февраля 1852, там же) — германский музыковед и писатель.

## Биография
Получил высшее юридическое образование в университете Галле и в 1816 году был назначен судьёй в Бреслау. В 1832 году возвратился в Берлин и получил назначение в совет Верховного Трибунала, в 1839 году стал членом Прусской академии искусств. Был одним из основателей Баховского общества, в 1835 году также стал основателем так называемого Беззаконного общества.
Считается, что Карл фон Винтерфельд заново открыл творчество Генриха Шюца.
В 1812 году он совершил путешествие в Италию, где сделал копии многих композиций с XVI по XVIII века; эта коллекция ныне хранится в Берлинской государственной библиотеке. Он также был покровителем Гофмана фон Фаллера.

## Труды
Наиболее известные его произведения: 
- Johannes Pierluigi von Palestrina. Seine Werke und deren Bedeutung für die Geschichte der Tonkunst. Бреслау, 1832;
- Johannes Gabrieli und sein Zeitalter. Берлин, 1834;
- Der evangelische Kirchengesang und sein Verh ältniss zur Kunst des Tonsatzes. Лейпциг, 1843—1847;
- Dr. Martin Luther’s deutsche geistliche Lieder. 1840;
- Geschichte der heiligen Tonkunst. Лейпциг, 1850.